# Zodiak (zespół muzyczny)
Zodiac – radziecka, instrumentalna grupa muzyczna założona pod koniec lat 70. XX w łotewskiej SRR grająca muzykę synth pop. Była to jedna z pierwszych w ZSRR grup uprawiających muzykę elektroniczną opartą na temacie kosmosu i science-fiction.

## Historia grupy
"Zodiac" został założony pod koniec lat 70. XX wieku przez studentów Łotewskiego Konserwatorium Państwowego im. J. Vītolsa pod kierunkiem Jānisa Lūsēnsa. Zespół uprawiał bardzo nietypową jak na ówczesne radzieckie uwarunkowania muzykę instrumentalno-elektroniczną ocierającą się o disco, wzorując się na takich grupach jak Space i Kraftwerk (wszystkie albumy grupy wydane zostały pod anglojęzycznymi tytułami). Ich debiutancki album Disco Alliance ukazał się w 1980 roku i okazał się prawdziwym hitem na rynku ZSRR. Sprzedawany w również poza granicami Związku Radzieckiego, m.in. w Japonii, Austrii i Finlandii rozszedł się w nakładzie (według nieoficjalnych danych) 20 mln egz. Kolejnym projektem grupy była muzyczna ilustracja do dokumentalnego filmu poświęconego radzieckiej kosmonautyce pt. Zwiozdnaja palitra. Podczas pracy nad tym przedsięwzięciem członkowie grupy odwiedzili kosmiczne miasteczko i spotkali się z kosmonautami. Od tego momentu muzyka zespołu związana była z tematem kosmosu. Swój ostatni album grupa wydała w 1988 roku, był to koncertowy In memoriam, poświęcony łotewskiej kulturze i architekturze Rygi. W początkach lat 90. grupa zakończyła działalność, wznawiając ją w ostatnich latach albumem Mirušais gadsimts z 2006.
Ich muzyka posłużyła jako ścieżka dźwiękowa do dwóch filmów produkcji ZSRR: Załoga wozu bojowego z 1985 roku i Kobiece radości i smutki z 1982. Dziś ich oryginalne, winylowe płyty są prawdziwymi unikatami na rynku.

## Skład

### Pierwszy skład
- Jānis Lūsēns – syntezatory
- Zane Grīva – pianino, śpiew
- Andris Sīlis – gitara
- Ainārs Ašmanis – gitara basowa
- Andris Reinis – perkusja
- Aleksander Grīva – produkcja muzyczna

### Ostatni skład
- Jānis Lūsēns – syntezatory, pianino, produkcja muzyczna
- Maija Lūsēna – śpiew
- Zigfrīds Muktupāvels – śpiew, programowanie, skrzypce
- Aivars Gudrais – gitara
- Gatis Gaujenieks – inżynier dźwięku
- Ivars Piļka – inżynier dźwięku

## Dyskografia
- 1980 – Disco Alliance
- 1982 – Music in the Universe
- 1985 – Music from the films
- 1989 – In memoriam
- 1991 – Mākoņi
- 2006 – Mirušais gadsimts